# 酸模蚜
酸模蚜（学名：Aphis rumicis）为常蚜科蚜屬下的一个种。